# 李贤义
拿督李贤义，SBS（1952年—），汉族，中华人民共和国政治人物、第十至十三届港区全国政协委员，信义集团香港有限责任公司董事长。2008年，当选第十一届全国政协委员，代表特邀香港人士，分入第五十三组。并担任社会和法制委员会专委。2018年1月，当选第十三届全国政协委员。
李圣泼为李贤义之子，李圣泼的妻子张晓燕是张高丽的养女。